# Margarete Petersen
Margarete Petersen   (Amager, 1 d'octubre de 1869 - segle XX) fou una contralt danesa de la que se'n sap molt poca cosa de la seva vida.
Va fer els seus estudis a Viena, tenint per professor primer a Geiringer i després en Ludvig Schytte. Adquirí una justa anomenada com a concertista, en les seves gires per les principals ciutats d'Alemanya, Anglaterra i Escandinàvia i posteriorment en els teatres d'òpera de Berlín, Weimar i Copenhaguen en els que fou contractada diverses vegades.